# Barely Alive
Barely Alive es un dúo de disc jockeys y productores de música electrónica, formado por Matt Meier y Willie Watkins, provenientes de Massachusetts. Combinan en sus canciones sonidos de dubstep, trap, drum & bass y otras influencias. Últimamente es destacado por su Hit "Rifle Blow Kiss" que se hizo tendencia gracias a un meme donde se puede visualizar una oruga con un tabaco mientras se muestran datos personales aleatorios y suena dicha música en segundo plano Han participado en algunos de los grandes festivales de música electrónica a nivel mundial, visitando España para pinchar en el Dreambeach Villaricos.
El dúo comenzó a producir en el año 2013, con sencillos como Dirty Duck Audio y Adapted Records, así como realizando remix de otros artistas como Getter, Virtual Riot, Astronaut, etc. Barely Alive firmó con Disciple Recordings en 2014, estrenando un EP de 4 canciones, Lost In The Internet a principios de año. Posteriormente, empezaron un tour en torno a Estados Unidos y Europa, acompañados de artistas como Datsik y Trolley Snatcha.
Numerosos sencillos y EPs, con colaboraciones con Zomboy y Splitbreed, y el álbum de mayor tamaño del dúo, We Are Barely Alive, llegaron a Disciple Recordings en octubre de 2015. Más adelante, estrenaron su sencillo debut en OWSLA, Back To Back, un remix de la canción Experts de Skism y su álbum remix We Are Barely Alive: The Remixes.
El EP debut en OWSLA, fue estrenado en febrero de 2017. En julio, Disciple Recordings, sacó un teaser con el segundo álbum del dúo, Odyssey, el cual fue estrenado el 13 de agosto de 2018.
El dúo publicó su séptimo EP en Disciple Recordings, Lost In Time el día 13 de febrero de 2019. Después de colaborar con 12th Planet y PhaseOne en el sencillo Bubzstep el 13 de mayo de 2019, Barely Alive compartió su octavo EP en Disciple Recordings llamado Multiplayer el 3 de julio de 2019.
En 2020, y junto con el sello discográfico Disciple, sacaron un nuevo álbum, llamado Disciple Alliance Vol. 6. Junto a Barely Alive, algunos de los djs más prestigiosos del sello, como Virtual Riot, Dirtyphonics o 12th Planet, colaboraron en el lanzamiento del disco.

## Discografía

### Singles
- Keyboard killer (w/ SPLITBREED) (2013) [Dirty Duck Audio]
- Dial Up (2013) [Dirty Duck Audio]
- Killer In You (2013) [Dirty Duck Audio]
- Spitball (2013) [EDM Spotlight]
- Poison (with Dodge & Fuski) (2014) [Disciple Records]
- Sell Your Soul (2014) [Disciple Records]
- Shudder ft. Coppa (2014) [Disciple Records]
- Welcome To The Real World (with Diamond Eyes) (2014)
- Back To Back (2016) [OWSLA]
- Calamari (with Dubloadz) (2016) [Disciple Records]
- Dead Link (2015) [Disciple Records]
- Doggo (2015) [Disciple Records]
- Dead Link VIP (2015) [Disciple Records]
- Jungle Demon (2016) [Disciple Records]
- Salty (2016) [Disciple Records]
- Smash! (2015) [Disciple Records]
- Somebody's Cream (with The Frim) (2016) [Disciple Records]
- The Blastaz (2015) [Disciple Records]
- Wedabe$ (2015) [Disciple Records]
- Basement Dwellers (with Virtual Riot) (2017) [Disciple Records]
- Kaos (with Nonsens) (2017) [Twonk]
- Send It (with 12th Planet & PhaseOne) (2017) [Disciple Records]
- Bang Your Head Ft. Virus Syndicate (2018) [Disciple Records]
- Bring That Back (2018) [Disciple Records]
- By My Side (with Modestep & Virtual Riot) (2018) [Disciple Records]
- Fake U Out (with Ghastly) (2018) [Self-Released]
- Get Lemon (with 12th Planet, Barely Alive, Dodge & Fuski, Eliminate, Hatcha, Fox Stevenson, Modestep, Myro, Oolacile, Panda Eyes, PhaseOne & Truth) (2018) [Disciple Records]
- Prepare to Die (2018) [Disciple Records]
- Rampage (with Virtual Riot, PhaseOne & Myro) (2018) [Rampage Recordings]
- Triforce (with Panda Eyes & Virtual Riot) (2018) [Disciple Records]
- You Suck (2018) [Disciple Records]
- Here We Go (with Fox Stevenson) (2019) [Disciple Records]
- Grime Rate (with Snails) (2019) [Slugz Music]
- Spicy Future (2019) [Disciple: Round Table]
- Weed Haha VIP (with Bandlez) (2019) [Self-Released]
- Weeble Wobble (2019) [Disciple: Round Table]
- Meme Graveyard (with Bandlez) (2020) [Disciple: Round Table]
- Pray 4 Money ft. Virus Syndicate (2020) [Disciple Recordings]
- Know You Better ft. XO ELIZA (Disciple Alliance Vol. 6 - Disciple Recordings)
- How We Roll (with 12th Planet, Bandlez, Chibs, Dirtyphonics, Dodge & Fuski, ECRAZE, Eliminate, Fox Stevenson, Graphyt, Infekt, MVRDA, Modestep, Myro, Oliverse, PhaseOne, Samplifire, Terravita, Virtual Riot & Virus Syndicate) (Disciple Alliance Vol. 6 - Disciple Recordings)
- Fusion Core (with Voltra) (Knights Of The Round Table Vol. 4 - Disciple: Round Table)

### Álbumes
2015:
- We Are Barely Alive (Disciple Recordings)

2018:
- Odyssey (Disciple Recordings)

### EPs
2014:
- Lost In The Internet (Disciple Recordings)
- Internet Streets (Disciple Recordings)

2015:
- Fiber Optic (Disciple Recordings)
- Rivals (Disciple Recordings)

2017:
- Domain (OWSLA)

2019:
- Lost In Time (Disciple Recordings)
- Multiplayer (Disciple Recordings)

2020:
- Head To Head Vol. 1 (with Virtual Riot) (Disciple Recordings)[4]

### Remixes
- Virtual Riot - Sugar Rush (2013) [Audiophile Live]
- Getter & Datsik - Hollow Point (2013) [Firepower Records]
- Astronaut - Apollo (2013) [Disciple Recordings]
- Two Friends - Sedated (2013) [Modern Chap]
- Hellberg - Collide (Remix with Astronaut) (2013)
- Dodge & Fuski - Playboy (2014) [Disciple Recordings]
- 501 - Kill Your Boss (2014) [Never Say Die Records]
- Destroid - Wasteland (2014) [Destroid Music]
- The Brig - All Aboard (2014) [Disciple Recordings]
- Zomboy - Game Time (2015) [Never Say Die Records]
- Skism - Experts (2016) [Never Say Die Records]
- Henry Fong - Drop It Down Low (2016) [Dim Mak records]
- LDRU - Next To You (Remix with Virtual Riot) (2016) [Sony Music]
- Herobust - Dirty Work (2016) [Mad Decent]
- Mayhem & Antiserum - Sweat (2016) [Disciple Recordings]
- DJ Snake & Yellow Claw - Ocho Cinco (2016) [Interscope Records]
- Datsik & Barely Alive - The Blastaz VIP (2016) [Disciple Recordings]
- Barely Alive - Binary (Remix with Virtual Riot) (2016) [Disciple Recordings]
- Snails & Pegboard Nerds - Deep In The Night (2017) [Monstercat]
- FuntCase - 4 Barz of Fury (2017) [Circus Records]
- Excision - Harambe (with Datsik & Dion Timmer) (2017) [Self-Released]
- Dodge & Fuski - Silence Is Golden (2019) [Disciple Recordings]
- PhaseOne - Ultima ft. Bone Thugs-N-Harmony (2020) [Disciple Recordings]